# Raškaj

Raškaj (Raskay, Raskai) hrvatska plemićka obitelj vodi podrijetlo od Stjepana od plemena Gutkeled, koji je u razdoblju od 1248. – 1260. bio ban cijele Slavonije. Unuk ovog Stjepana, Vid, imao je posjed Nađ Raška i Kiš Raška u zemplinskoj županiji. Danas su to mjesta u Slovačkoj - Velike i Male Raškovce. Po posjedu Raška (mađarski: Raska) potomci Vida iz plemena Gutkeled naziva ju se 'de Raska' da bi kroz povijest imali kao prezime Raskay. Hrvatska grana roda Raškaj prebivala je u Humu Stubičkom kod Gornje Stubice i u Vinipotoku kod Lobora. Mnogi su, iz obitelji Raškaj, obavljali razne državne dužnosti.
Od grane obitelji Raškaj iz Huma Stubičkog potječe i hrvatska slikarica Slava Raškaj.
Potomci i danas žive u Hrvatskoj.